# Legba

Papa Legba vévéje.

Papa Legba egy loa a haiti vuduban, aki közvetítőként szolgál, a loa és az emberiség között. Ő a lelki keresztúton állva ad engedélyt (vagy nem ad), hogy beszélhess Guinee lelkeivel, és hisszük, hogy minden emberi nyelvet beszél. Haitiben igen ékesszólású. Legba megkönnyíti a kommunikációt, a beszédeket valamint a megértést. A kutya szent számára.

## Külső megjelenése
Általában egy idős emberként jelenik meg, kezében egy sétabottal vagy egy cukornáddal. Fején egy széles karimájú szalmakalap és mindig pipát szív.

## Alternatív megjelenése
Beninben, Nigériában és Togóban, Legba fiatal és férfias, kegyhelye a falu kapujában, vidéken gyakran megtalálható.

## Fordítás
- Ez a szócikk részben vagy egészben  a   Papa Legba című angol Wikipédia-szócikk fordításán alapul.  Az eredeti cikk szerkesztőit annak laptörténete sorolja fel. Ez a jelzés csupán a megfogalmazás eredetét és a szerzői jogokat jelzi, nem szolgál a cikkben szereplő információk forrásmegjelöléseként.